# カイザー・フランツ・ヨーゼフ鉄道

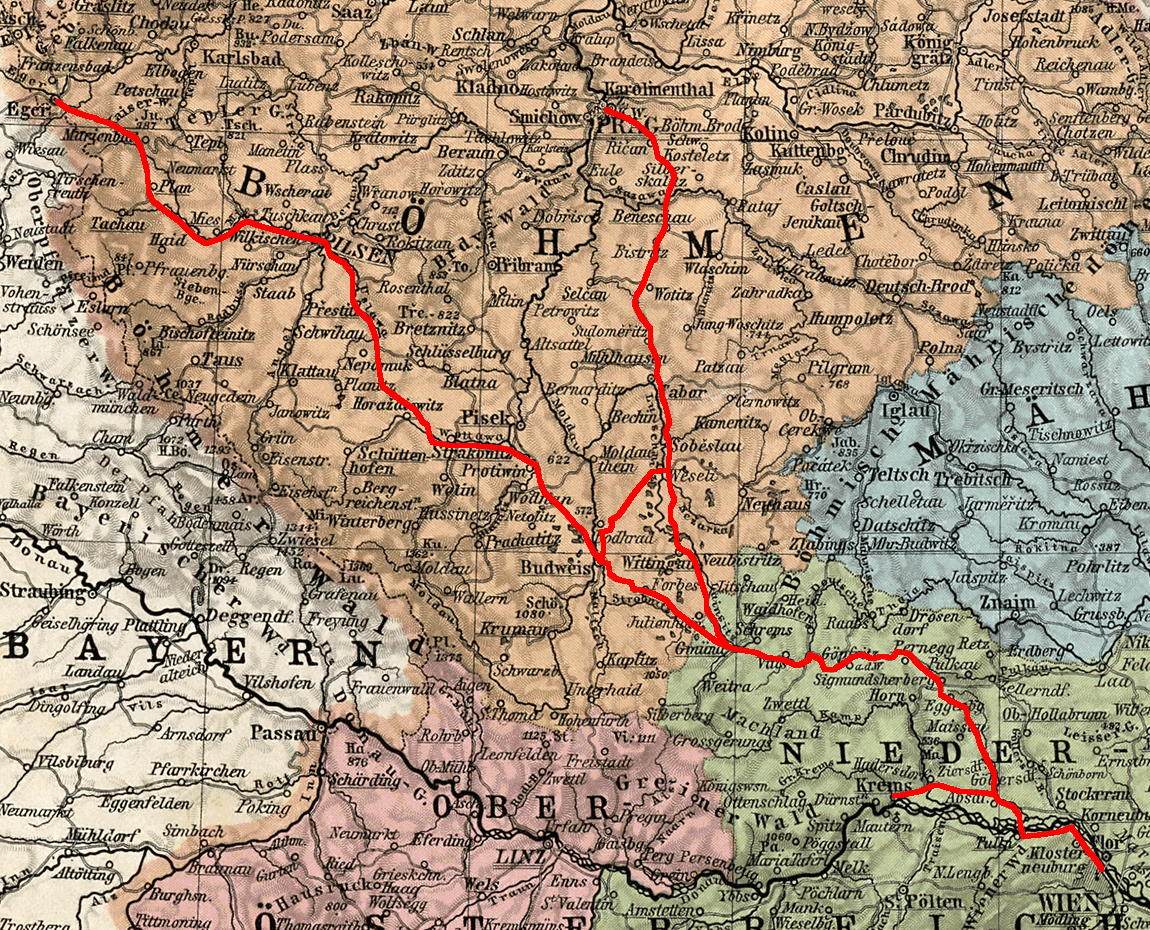
カイザー・フランツ・ヨーゼフ鉄道

カイザー・フランツ・ヨーゼフ鉄道帝室特認会社（ドイツ語 : KFJB, k.k. privilegierte Kaiser-Franz-Josephs-Bahn）は、かつてオーストリア＝ハンガリー帝国にあった鉄道会社で、現在のチェコ・鉄道施設管理公団（SŽDC）線（チェコ国鉄線）およびオーストリア連邦鉄道（ÖBB）線の一部である。

## 概要

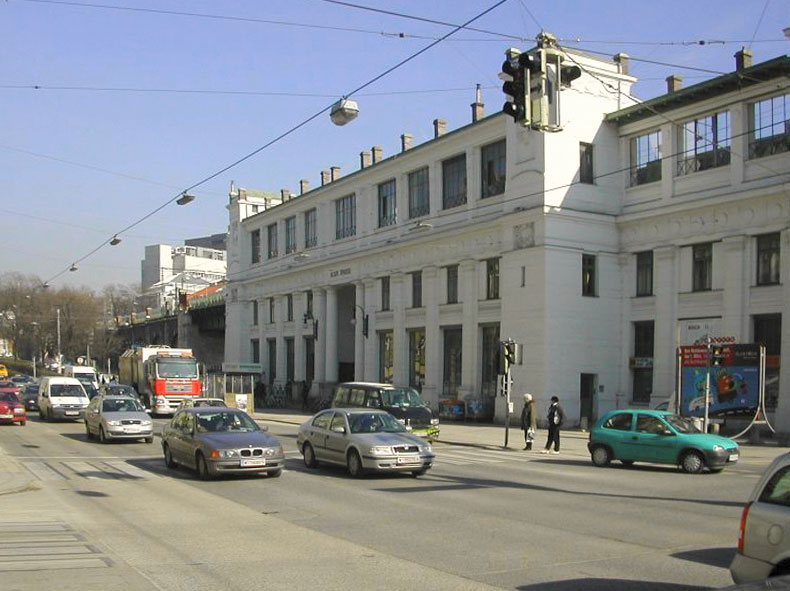
ギュルテル Gürtel とはウィーンにある環状幹線道路のことである

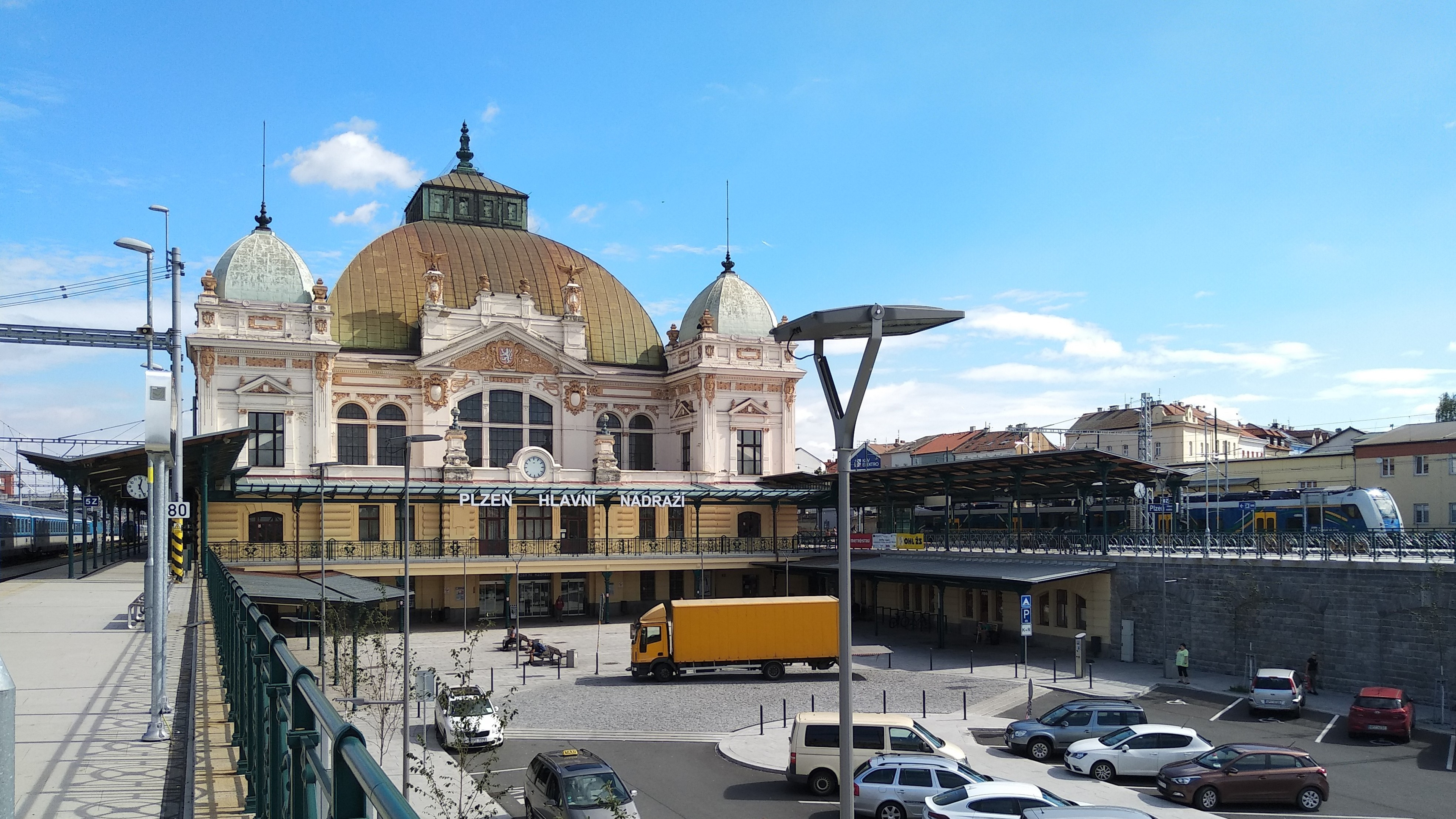
プルゼニ駅

1866年の普墺戦争後に、ウィーンとプラハを結ぶために建設され始め、1868年に最初の区間が開通した。企業名はオーストリア・ハンガリー帝国の皇帝（カイザー）フランツ・ヨーゼフにちなんで名づけられた。
その後1872年に完成したフランツ・ヨーゼフ駅は、アルザーグルント（ウィーン9区）地区に最初のターミナル駅として開業した。ここはリニエンヴァル Linienwall（ウィーンを囲む城壁）や、ギュルテルに近い。
この路線はウィーン近郊の町トゥルンでドナウ川を渡り、クレムスを通りチェコとの国境に接するグミュントまで伸びる。チェコに入ると、チェスケー・ブジェヨヴィツェ（ベーミッシュ・ブデオヴァイス）を通り、ターボル、ベネショフ（ベネシャウ）を経由しプラハ（プラーク）まで辿りつく。
現在のプラハのメイン駅は、フランツ・ヨーゼフ鉄道が用いている駅である。
第二次世界大戦後は鉄のカーテンによって、その路線の重要性を著しく損なったが、しかしながらプラハあるいはベルリンまでの列車が1990年代半ばまでこの路線を使用した。
現在、フランツ・ヨーゼフ鉄道を通る列車はローカル列車のみである。プラハへ行く列車はウィーン南駅を使用している。

## 創業及び路線の開業
フランツ・ヨーゼフ皇帝鉄道の創始者は外交官のヨハンアドルフ・ツ・シュヴァルツェンベルク二世 (Johann Adolf II. zu Schwarzenberg) で、彼はプルゼニの石炭をウィーンまで輸送することを望んだ。ウィーンとエガー (現在ヘプ) を結ぶ455 kmの本線の起工式は1866年11月18日フルボかー・ナド・ヴルタヴォウ市で行われた。工事費用は株式で調達されて、工事には14万3000人の労働者が動員された。1884年5月1日フランツ・ヨーゼフ皇帝鉄道は国有化され、オーストリア王立鉄道が車両と路線を引き受けた。
- 1868年9月1日　チェスケー・ブジェヨヴィツェ ― プルゼニ（ピルゼン）
- 1869年11月1日[2]　エゲンブルク ― グミュント ― チェスケー・ブジェヨヴィツェ
- 1870年6月23日　ウィーン ― エゲンブルク
- 1871年　グミュント ― ヴェセリ・アン・デア・ラインシツ ― ターボル ― ベネショフ ― プラハ
- 1872年1月28日　プルゼニ ― ヘプ（エゲル）
- 1872年1月10日　アブスドルフ ― クレムス
- 1874年6月8日　チェスケー・ブジェヨヴィツェ ― ヴェセリ・アン・デア・ラインシツ

## 備考
1. ↑  これ以降、括弧の中にあるのは地名のドイツ語名称である。
2. ↑  Kundmachung im Amtsblatt. In: Wiener Zeitung, 3. November 1869, S. 17 (Online bei ANNO). オーストリア国立図書館提供